# Markus Eisenbraun
Markus Eisenbraun (* 31. Oktober 1968)  ist ein deutscher Polizeibeamter und seit 2022 Präsident des Polizeipräsidiums Stuttgart.

## Beruflicher Werdegang
Markus Eisenbraun trat 1988 in den Dienst der Polizei Baden-Württemberg ein. 1996 stieg er in den gehobenen Polizeivollzugsdienst auf, 2004 in den höheren Polizeivollzugsdienst und wurde beim Landeskriminalamt Baden-Württemberg Leiter IuK-Stabstelle der Abteilung 2 – Information und Kommunikation. 2006 übernahm er die Leitung des zur damaligen Polizeidirektion Ludwigsburg gehörigen Polizeireviers Ditzingen. 2008 wechselte er zum Landeskriminalamt Baden-Württemberg als technischer Leiter Projekt Informations- und Kommunikationsnetze der Polizei (IKNPOL).
Ab 2013 leitete er das Referat Kundenbetreuung Polizei beim Informationszentrum der Landesverwaltung Baden-Württemberg (IZLBW), ab 2015 die Abteilung 2 – Kunden- und Servicemanagement bei IT Baden-Württemberg (BITBW). Ab 2018 war er wieder beim Landeskriminalamt, als Leiter der Abteilung 5 – Cybercrime und digitale Spuren. 2020 wechselte er als Polizeivizepräsident und Leiter Führungs- und Einsatzstab zum Polizeipräsidium Stuttgart.
Zum 1. August 2022 übernahm er als Nachfolger von Franz Lutz das Amt des Präsidenten des Polizeipräsidiums Stuttgart.